# Keila
Keila (alemany: Kegel) és una ciutat i un municipi urbà del comtat de Harju al nord-oest d'Estònia, 25 km al sud-oest de Tallinn. A partir del 2021, la ciutat tenia una població de 10.499 habitants.
Keila és també la ubicació dels edificis administratius de la parròquia de Keila circumdant, un municipi rural separat de la mateixa ciutat.

## Història
Les restes més antigues d'assentaments humans a Keila es remunten entre 2000 i 3000 anys aC. Fa uns 1000 anys el poble de Keila es va establir al llarg del riu Keila. El 1219 els danesos van conquerir el nord d'Estònia i van triar Keila com a lloc on s'havia de construir l’església parroquial del comtat de Revala de Vomentakæ. La primera església va ser una petita estructura de fusta dedicada principalment a Sant Miquel que va ser substituïda per una església de pedra a finals del segle XIII. Posteriorment, la primera menció escrita de Keila (Keikŋl) prové dels escrits de llibres d'avaluació danesos l'any 1241.
Als segles XV-XVI, al voltant de l'església es va formar un assentament format per unes desenes d'edificis i un centenar de persones. Al mateix temps, l’orde de Livonia va construir un petit fort al sud-est de l'església a jõesaare (conegut avui com a Jõepark). Les ruïnes del fort es van excavar per primera vegada l'any 1976 amb troballes continuades fins al 2007. Durant la Guerra de Livònia de 1558-1583, l'assentament, inclosa l'església (més tard restaurada el 1596), va ser destruït. Encara més obstaculitzat per la pesta i la fam de 1601-1602, la disminució de la població va reduir la comunitat a un petit poble de l'església.

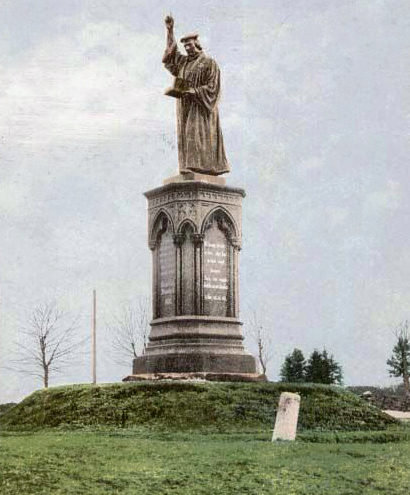
Antic monument a Luter enderrocat el 1949

Un repunt va començar a la segona meitat del segle XX. Un dels primers esdeveniments culturals notables va ser l'erecció d'una estàtua de Martí Luter el 1862 prop del kirikumõis (mansió de l'església). No obstant això, l'estàtua va ser completament destruïda el 1949. El 1885 es va celebrar el primer festival de cançons a Keila. El festival estava format per 19 cors i supervisat per Konstantin Türnpu de Klooga. El 1867 es va obrir la primera escola a la granja Väljaotsa per celebrar l'inici de l'educació a Keila. El desenvolupament de Keila va prendre un gir amb l'establiment de la línia de ferrocarril Tallinn-Paldiski el 1870. Després de la construcció del ferrocarril a Keila, el lloc va ser conegut, com a joc de paraules, com a Kegelbahn (bitlles en alemany).

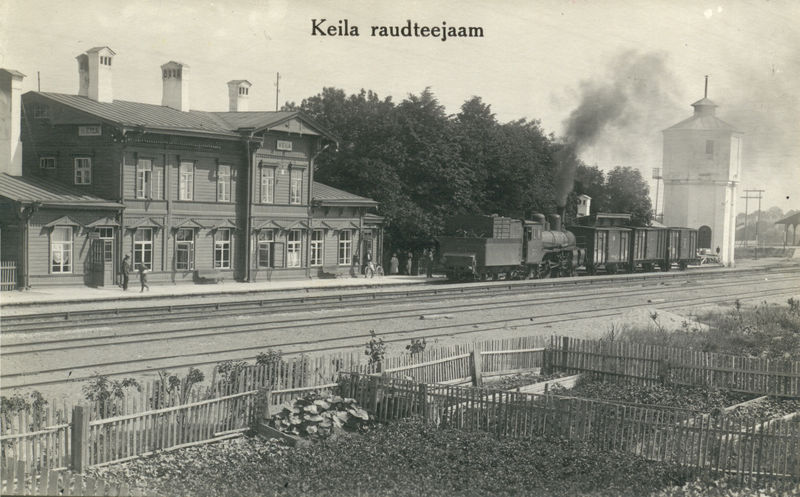
Estació de tren de Keila el 1931

Keila es va convertir oficialment en ciutat l'1 de maig de 1938.

### Base militar
Durant l'època soviètica es va construir una base militar, coneguda com a Regiment de Tancs de Tankipolk, als afores de la ciutat per allotjar soldats i tancs. La base va ser enderrocada pocs anys després que l'exèrcit soviètic abandonés el país. Anys més tard es va construir un barri residencial al lloc de la base. També s'han netejat els boscos que l'envolten i s'han convertit en camins asfaltats i parcialment il·luminats. A l'hivern la zona actua com una pista d'esquí amb molts turons i camins. Els camins oscil·len entre 3 i 7 km de longitud. El més gran dels turons és conegut com a Tankimägi 'Turó dels Tancs'. A 2009, de la base no queden més que uns quants fonaments de l'edifici.

## Geografia
La ciutat està situada en gran part en un gran turó conegut com a turó de Keila ia la vall del riu Keila. Al costat més occidental de Keila hi ha Niitvälja Bog.
La pedra calcària de 454 milions d'anys, que es pot veure aflorant a la ciutat, és coneguda com a etapa Keila. Aquest nom va ser donat per Carl Friedrich Schmidt per distingir la capa de pedra calcària, que es troba entre l'etapa Jõhvi i Vasalemma.

## Demografia

### Població
Segons el cens de l'1 de juliol de 2011, la població era de 10.030 habitants.
Segons el cens de 2011, la població era de 10.014 habitants.
Segons el cens de 2009, la població era de 9.873 habitants.

### Composició ètnica
Segons el cens del 2000, la població era de 9,388 habitants, Un 82,8% eren estonians, un 12,1% russos, un 1,8% ucraïnesos, un 0,9% finlandesos, un 0,7% belarussos, un 0,2% lituans, un 0,1% polonesos, un 0,1% Tàtars, un 0,1% alemanys i un 0,1% Letons,
| Ètnia       | Cens estonià 1922 | Cens estonià 1922 | Cens estonià 1934 | Cens estonià 1934 | 1941      | 1941 | 1959      | 1959 | 1970      | 1970 | 1979      | 1979 | 1989      | 1989 | 2000      | 2000 | 2011      | 2011 | Cens estonià 2021 | Cens estonià 2021 |
| Ètnia       | quantitat         | %                 | quantitat         | %                 | quantitat | %    | quantitat | %    | quantitat | %    | quantitat | %    | quantitat | %    | quantitat | %    | quantitat | %    | quantitat         | %                 |
| ----------- | ----------------- | ----------------- | ----------------- | ----------------- | --------- | ---- | --------- | ---- | --------- | ---- | --------- | ---- | --------- | ---- | --------- | ---- | --------- | ---- | ----------------- | ----------------- |
| Estonians   | 772               | 97,8              | 939               | 96,9              | 1057      | 98,8 | 2583      | 85,2 | 4621      | 82,9 | 5573      | 77,5 | 7094      | 70,4 | 7773      | 82,8 | 8291      | 84,9 | 8935              | 85,1              |
| Russos      | 8                 | 1,01              | 14                | 1,44              | 11        | 1,03 | -         | -    | 673       | 12,1 | 1191      | 16,6 | 2177      | 21,6 | 1133      | 12,1 | 1078      | 11,0 | 1025              | 9,76              |
| Ucraïnesos  | -                 | -                 | 0                 | 0,00              | -         | -    | -         | -    | 79        | 1,42 | 116       | 1,61 | 299       | 2,97 | 166       | 1,77 | 139       | 1,42 | 264               | 2,51              |
| Belarussos  | -                 | -                 | -                 | -                 | -         | -    | -         | -    | 40        | 0,72 | 60        | 0,83 | 111       | 1,10 | 64        | 0,68 | 53        | 0,54 | 58                | 0,55              |
| Finlandesos | -                 | -                 | 0                 | 0,00              | 0         | 0,00 | -         | -    | 88        | 1,58 | 105       | 1,46 | 115       | 1,14 | 84        | 0,89 | 56        | 0,57 | 40                | 0,38              |
| Jueus       | 0                 | 0,00              | 1                 | 0,10              | 0         | 0,00 | -         | -    | 6         | 0,11 | 5         | 0,07 | 13        | 0,13 | 1         | 0,01 | 1         | 0,01 | 0                 | 0,00              |
| Letons      | -                 | -                 | 5                 | 0,52              | 0         | 0,00 | -         | -    | 15        | 0,27 | 11        | 0,15 | 16        | 0,16 | 7         | 0,07 | 5         | 0,05 | 8                 | 0,08              |
| Alemanys    | 4                 | 0,51              | 8                 | 0,83              | -         | -    | -         | -    | -         | -    | 18        | 0,25 | 23        | 0,23 | 7         | 0,07 | 10        | 0,10 | 12                | 0,11              |
| Tàtars      | -                 | -                 | 0                 | 0,00              | -         | -    | -         | -    | -         | -    | 31        | 0,43 | 43        | 0,43 | 8         | 0,09 | 7         | 0,07 | 5                 | 0,05              |
| Polonesos   | -                 | -                 | 2                 | 0,21              | 0         | 0,00 | -         | -    | -         | -    | 8         | 0,11 | 14        | 0,14 | 10        | 0,11 | 8         | 0,08 | 9                 | 0,09              |
| Lituans     | -                 | -                 | 0                 | 0,00              | 0         | 0,00 | -         | -    | 20        | 0,36 | 23        | 0,32 | 24        | 0,24 | 23        | 0,24 | 24        | 0,25 | 18                | 0,17              |
| desconegut  | 0                 | 0,00              | 0                 | 0,00              | 0         | 0,00 | 0         | 0,00 | 0         | 0,00 | 0         | 0,00 | 0         | 0,00 | 30        | 0,32 | 6         | 0,06 | 28                | 0,27              |
| altres      | 5                 | 0,63              | 0                 | 0,00              | 2         | 0,19 | 449       | 14,8 | 32        | 0,57 | 53        | 0,74 | 143       | 1,42 | 82        | 0,87 | 85        | 0,87 | 95                | 0,90              |
| Total       | 789               | 100               | 969               | 100               | 1070      | 100  | 3032      | 100  | 5574      | 100  | 7194      | 100  | 10072     | 100  | 9388      | 100  | 9763      | 100  | 10499             | 99,98             |

### Composició religiosa
Religoó a Keila (2021) 

## Art i cultura

### Museus

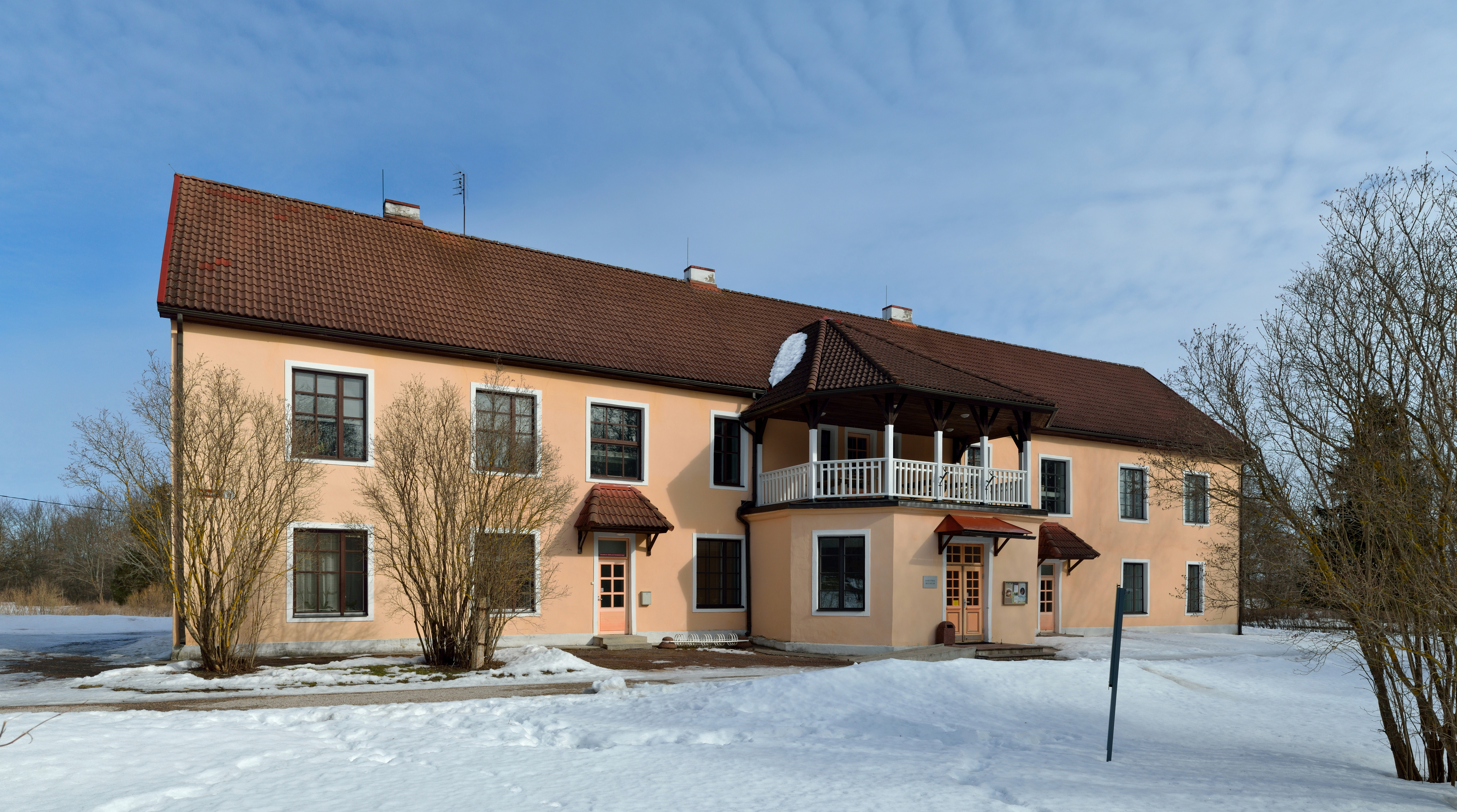
El Museu del Comtat de Harju a la històrica casa pairal de Keila.

El Museu del Comtat de Harju es troba a Keila i es va inaugurar el 1988. El museu documenta la vida del comtat de Harju al llarg de la història i es troba a la històrica casa pairal de Keila (alemany: Gutshaus Kegel).

## Educació

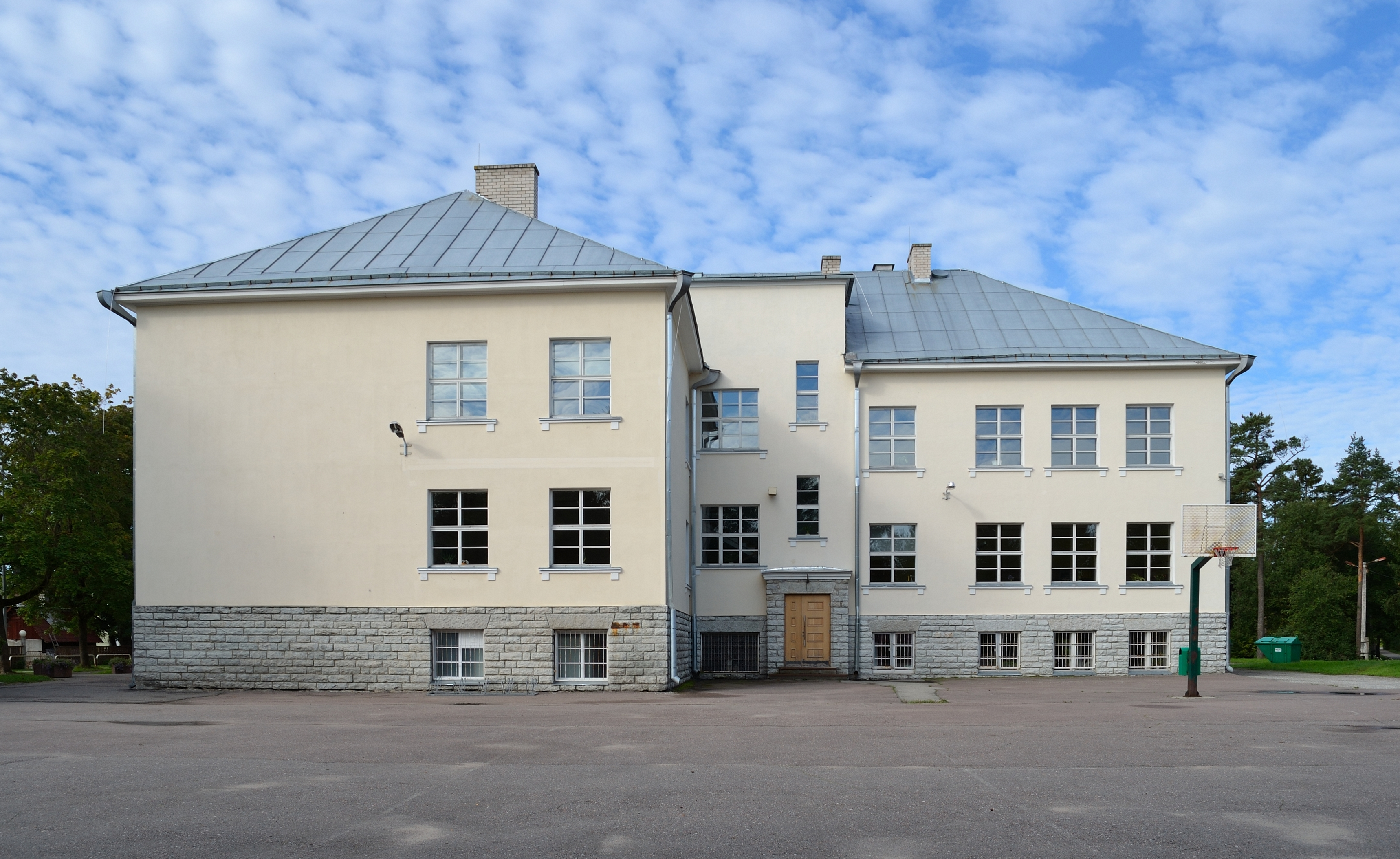
Escola primària

Hi ha diverses escoles a Keila.
- Escola secundària Keila Arxivat 2013-02-12 a Wayback Machine.

- Keila Joint High School

- Escola de Música Keila Arxivat 2020-01-05 a Wayback Machine.

i tres llars d'infants.

## Transport i infraestructures

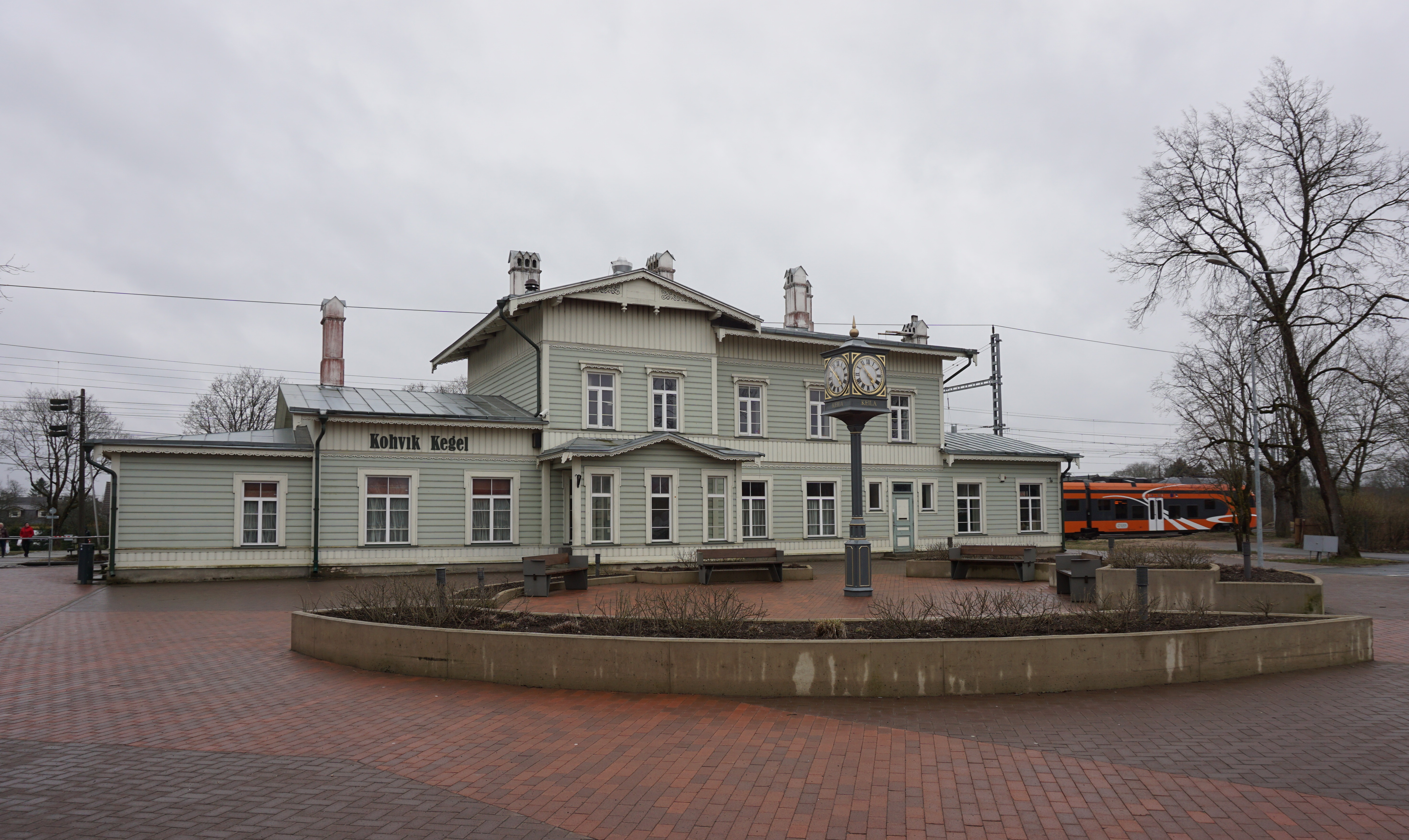
Estació de tren de Keila

Keila és servida per l'estació de tren de Keila situada a la línia de ferrocarril entre Tallinn i Paldiski / Turba. L'estació està servida per la xarxa ferroviària de rodalies de Tallinn, una xarxa ferroviària de rodalies electrificada operada per Elron, que uneix la ciutat de Tallinn amb els seus suburbis i el camp circumdant.

### Ciutats agermanades
Keila està agermanada amb:
- Chiatura, Geòrgia

- Nacka, Suècia

- Huittinen, Finlàndia

- Kerava, Finlàndia

- Barsbüttel, Alemanya

- Sigulda, Letònia

- Birštonas, Lituània

## Veïns destacats
- Jekaterina Golovatenko (nascuda el 1979), patinadora artística

- Ülo Jõgi (1921–2007), historiador de la guerra i activista nacional

- Astrid Lepa (1924–2015), actriu i directora

- Nublu (nascut el 1996), raper

- Pearu Paulus (nascut el 1967), cantant i compositor

- Robert Rägastik (1902–1959), geògraf i pedagog

- Ago Silde (nascut el 1963), polític

- Siiri Sisask (nascut el 1968), cantant i polític

- Kärt Tomingas (1967–2025), cantant i actriu

- Peeter Volkonski (nascut el 1954), actor, músic de rock i compositor

- Oleksandr Yakymenko (nascut el 1964), polític, antic cap del Servei de Seguretat d'Ucraïna

## Galeria

Graffiti a Keila
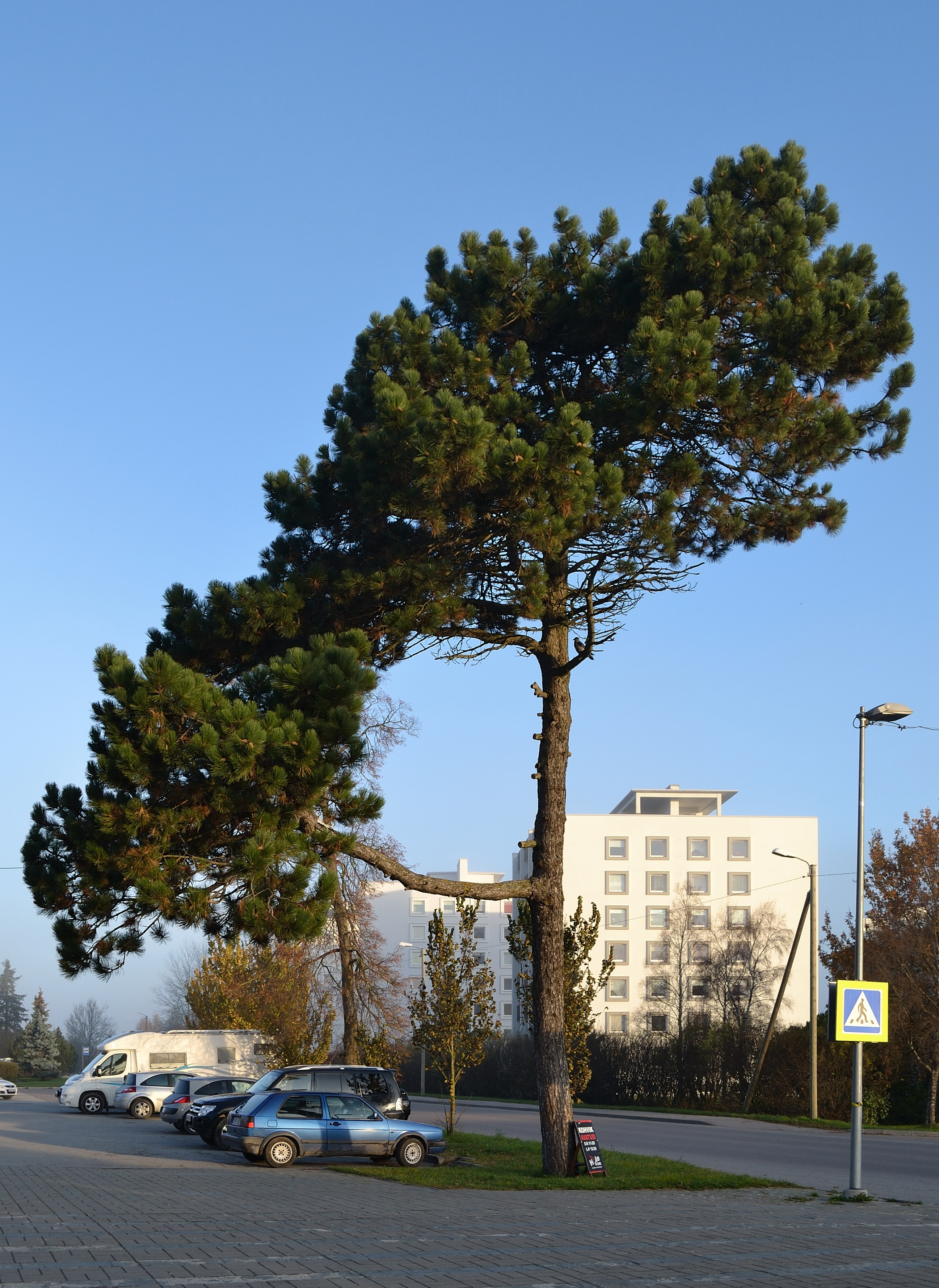
Pinus nigra cultivat a Keila
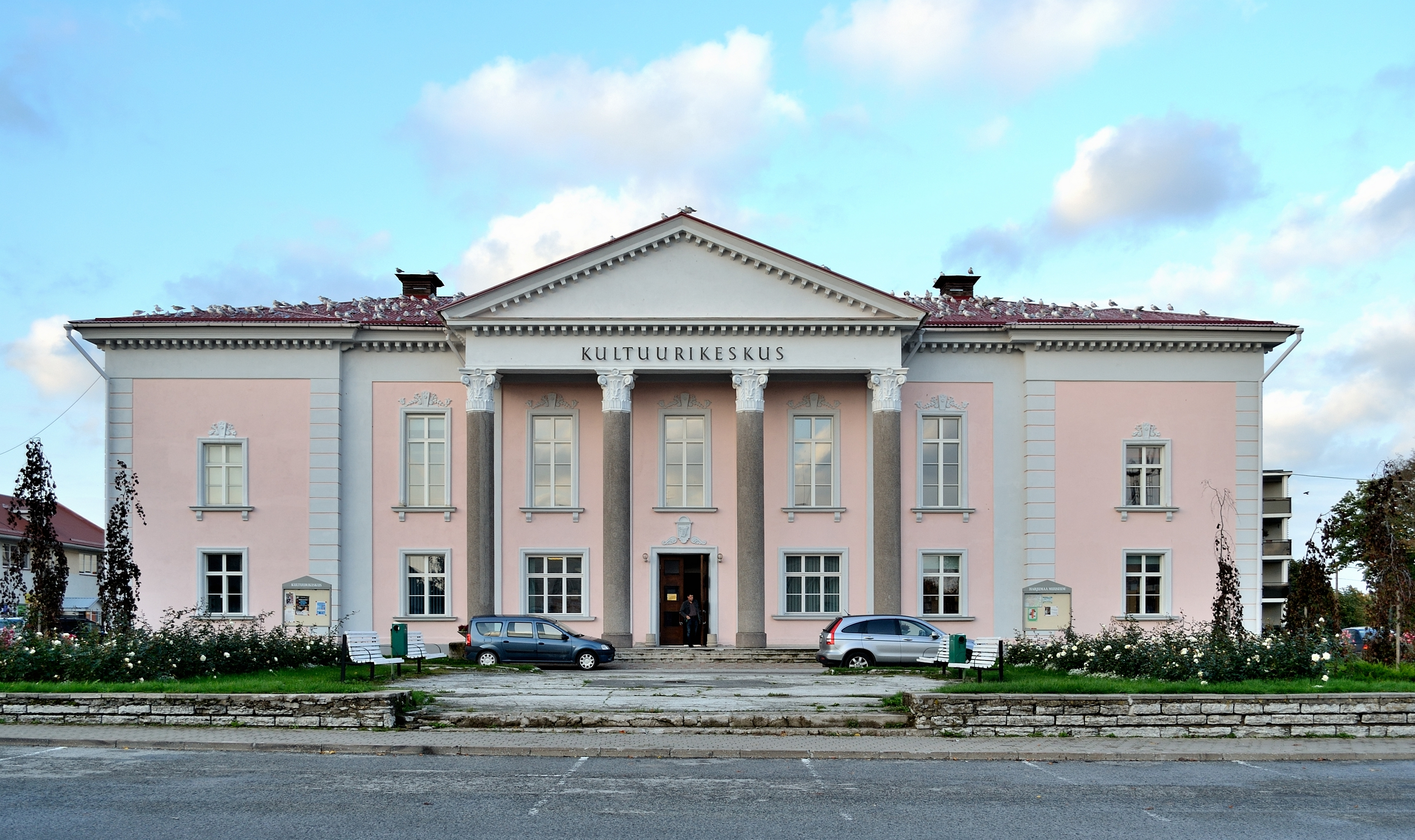
Centre Cultural